# Hòa Vinh
Hòa Vinh là một phường thuộc thị xã Đông Hòa, tỉnh Phú Yên, Việt Nam.

## Địa lý
Phường Hòa Vinh nằm ở phía bắc thị xã Đông Hòa, có vị trí địa lý:
- Phía đông giáp phường Hòa Hiệp Bắc và phường Hòa Hiệp Trung
- Phía tây giáp xã Hòa Tân Đông
- Phía nam giáp phường Hòa Xuân Tây
- Phía bắc giáp thành phố Tuy Hòa và xã Hòa Thành.

Phường Hòa Vinh có diện tích 9,43 km², dân số năm 2019 là 14.700 người, mật độ dân số đạt 1.559 người/km².

## Lịch sử
Trước đây, Hòa Vinh là một xã thuộc huyện Tuy Hòa cũ.
Ngày 16 tháng 5 năm 2005, huyện Tuy Hòa chia tách thành hai huyện Đông Hòa và Tây Hòa. Xã Hòa Vinh thuộc huyện Đông Hòa và là huyện lỵ của huyện này.
Ngày 6 tháng 8 năm 2013, Chính phủ ban hành Nghị quyết số 94/NQ-CP thành lập thị trấn Hòa Vinh, thị trấn huyện lỵ của huyện Đông Hòa trên cơ sở toàn bộ 887,16 ha diện tích tự nhiên và 14.167 người của xã Hòa Vinh.
Ngày 22 tháng 4 năm 2020, Ủy ban Thường vụ Quốc hội ban hành Nghị quyết số 931/NQ-UBTVQH14 năm 2020 về việc thành lập thị xã Đông Hòa và các phường thuộc thị xã Đông Hòa (nghị quyết có hiệu lực từ ngày 1 tháng 6 năm 2020). Theo đó, thành lập phường Hòa Vinh thuộc thị xã Đông Hòa trên cơ sở toàn bộ 9,43 km² diện tích tự nhiên và 14.700 người của thị trấn Hòa Vinh.

## Hành chính
Phường Hòa Vinh được chia thành 5 khu phố: 1, 2, 3, 4, 5.